# 2-я отдельная гвардейская бригада специального назначения
2-я отдельная гвардейская ордена Жукова бригада специального назначения — воинское формирование Вооружённых сил Российской Федерации.
Сокращённое наименование — 2 гв. обрспн.

## История бригады в советский период

### Формирование части
24 октября 1950 года согласно Директиве Военного Министерства СССР № Орг/2/395832 в составе Ленинградского военного округа была сформирована 76-я отдельная рота специального назначения (или в/ч 51404) с личным составом в 120 человек. 76-я рота напрямую подчинялась штабу округа и дислоцировалась в н. п. Промежицы в окрестностях (на тот момент) Пскова.
В 1953 году, в связи с очередным сокращением вооружённых сил, многие роты специального назначения были расформированы. В том числе 76-я рота.
В конце 1957 года на месте прежней дислокации 76-й роты, была создана 20-я отдельная рота специального назначения, также подчинённая штабу округа.
В связи с решением военного руководства об укрупнении частей специального назначения и увеличении численности их личного состава, 19 июля 1962 года вышла директива Генштаба ВС СССР № 140547 согласно которой в Ленинградском военном округе следовало сформировать 2-ю бригаду специального назначения. Создание бригады началось 17 сентября 1962 и закончилось 1 марта 1963 года.
Бригада была создана на базе 20-й отдельной роты специального назначения с привлечением офицерского состава 237-го гвардейского парашютно-десантного полка 76-й гвардейской воздушно-десантной дивизии, также дислоцированного в Пскове. Привлечение военнослужащих ВДВ было вызвано необходимостью в специалистах по воздушно-десантной подготовке.
Днём части было объявлено 1 декабря 1962 года. 2-я отдельная бригада специального назначения получила условное обозначение войсковая часть 64044 (в/ч 64044).

### Становление и развитие бригады
Как и все бригады специального назначения, созданные в начале 60-х годов (за исключением 3-й бригады), 2-я бригада представляла собой кадрированное формирование, в котором по штатам мирного времени личный состав был в 300—350 человек. По планам военного командования при введении военного положения, за счёт мобилизации военнослужащих запаса и проведения 30-дневных сборов, 2-я бригада разворачивалась в полноценное боеспособное соединение с личным составом в 1700 человек.
По штату мирного времени 2-я бригада состояла из следующих подразделений:
- Управление бригады;
- отряд специальной радиосвязи;
- 2 отряда специального назначения
- 2 отдельных отряда специального назначения (кадра)
- рота хозяйственного обеспечения

16 апреля 1963 года постановлением Президиума Верховного Совета СССР бригаде вручено Боевое Знамя.
В 1966 и 1967 годах за высокие показатели боевой подготовки продемонстрированные на учениях бригада награждалась переходящим Красным знаменем Военного совета Ленинградского военного округа.
Личный состав бригады принимал участие в учениях «Океан-70», «Горизонт-74» и ряде других.
В середине 70-х годов штат отдельных бригад специального назначения был развёрнут до 60-80 % от штата по военному времени.
В 1977 году войсковая часть была награждена Вымпелом министра обороны СССР «За мужество и воинскую доблесть».
Военнослужащие второй бригады первыми из соединений и частей ГРУ произвели парашютное десантирование из военно-транспортного самолёта Ил-76 в ходе учений «Дозор-86».
Директивой Генштаба СССР № 314/2/00111 от 6 января 1985 года был отдан приказ о формировании на базе 8-й бригады 186-го отдельного отряда специального назначения, который в последующем должен был войти в состав 22-й бригады, для участия в боевых действий на территории Афганистана.
Для создания отряда, кроме личного состава 8-й бригады, были также привлечены военнослужащие из следующих трех бригад специального назначения: 2-й бригады, 10-й бригады (г. Старый Крым УССР) и 4-й бригады (г. Вильянди ЭССР).
Данный 186-й отряд создавался для участия в так называемых комплексных военных мероприятиях Приграничная зона «Завеса».
После вывода советских войск из Афганистана 177-й отдельный отряд специального назначения (177-й отряд), входивший в состав 22-й бригады, в феврале 1989 года был передислоцирован в военный городок расформированной воинской части РВСН возле н.п. Тайбола Мурманской области и включён в состав 2-й бригады.

## Соединение в Вооружённых cилах России
После распада СССР в 1991 году, 2-я отдельная бригада специального назначения перешла под юрисдикцию Вооружённых сил Российской Федерации.
В июле 1997 года 177-й отряд (в/ч 83395) 2-й бригады дислоцированный в Мурманской области был расформирован. Вопреки частому упоминанию во многих источниках о существовании 177-го отряда в прежнем пункте дислокации, данная информация не соответствует действительности. 177-й отряд в данный момент располагается в г. Псков.
В мае 1999 года 1071-й отдельный учебный полк специального назначения, дислоцированный в г. Печоры Псковской области, был расформирован с созданием в его пункте постоянной дислокации двух новых отрядов специального назначения (70-й и 329-й отряды).
На 2010 год состав 2-й отдельной бригады специального назначения входящего в Западный военный округ был следующим:
- Управление бригады (в/ч 64044) — район Промежицы (Псков) и подразделения при управлении;
  - школа младших специалистов (учебный батальон 2-х ротного состава) — Промежицы;
  - отряд специальной радиосвязи (батальон связи 2-х ротного состава) — Печоры и Промежицы;
  - рота материально-технического обеспечения — Промежицы.
- 70-й отдельный отряд специального назначения (в/ч 75242) — Печоры;
- 329-й отдельный отряд специального назначения (в/ч 44917) — Промежицы;
- 700-й отдельный отряд специального назначения (в/ч 75143) — Печоры;

15 февраля 2019 года заместитель командующего войсками Западного военного округа генерал-лейтенант Алексей Завизьон вручил бригаде орден Жукова.
11 июля 2022 года Указом президента Российской Федерации бригаде присвоено почётное наименование «гвардейская» за проявленную личным составом бригады стойкость, мужество и отвагу в боевых действиях по защите Отечества и государственных интересов.

## Участие 2-й бригады специального назначения в боевых действиях

### Первая чеченская война
В декабре 1994 года на базе 2-й отдельной бригады специального назначения был создан сводный отряд для выполнения боевых действий в Чечне при наведении конституционного порядка. Основой для сводного отряда послужил 700-й отдельный отряд специального назначения (700-й отряд), на комплектование которого были привлечены все 4 отряда бригады (на тот момент 177-й отряд в Мурманской области не был расформирован). В короткий срок отряд личным составом в 181 человек, был укомплектован личным составом по следующему штату:
- Управление 700-го отряда — 17 военнослужащих;
- 3 разведывательные роты — по 42 военнослужащих в каждой;
- группа связи — 16 военнослужащих;
- взвод материально-технического обеспечения — 22 военнослужащих.

9 января 1995 года отряд был отправлен в Чечню и к 18 января прибыл в Грозный.
700-й отряд участвовал в боевых действиях по ликвидации боевиков как в самом городе Грозный, так и в районах н.п. Закан-Юрт, Самашки, Ассиновская и Бамут.
Потери отряда за более чем 3 месяца боевых действий составили 3 человека убитыми.
26 апреля 1995 года сводный отряд был выведен из зоны боевых действий и к началу мая вернулся в пункт постоянной дислокации.

### Вторая чеченская война
В связи с осложнением ситуации летом 1999 года в Дагестане, руководством ВС РФ началось усиление группировки войск в данном регионе.
В августе 1999 года от 2-й бригады был собран сводный отряд в состав которого вошли по одной разведывательной роте от каждого из 3 отрядов (70-го, 329-го и 700-го отрядов). Штатная структура сводного отряда была аналогичной сводному отряду в первую чеченскую войну, с повторением той же порядковой нумерации в названии — 700-й ооСпН.
В сентябре 1999 года 700-й отряд участвовал в боевых действиях в Новолакском районе Дагестана.
На 1 января 2000 года 700-й отряд дислоцировался в н.п. Ачхой-Мартан Чечни.
Совместно с другими войсками 700-й отряд участвовал в воспрепятствовании захвата н.п. Рошни-Чу противником, который пытался создать коридор для вывода боевиков из заблокированного федеральными войсками Грозного на Урус-Мартан.
С 10 марта 2000 года 700-й отряд участвовал в ликвидации блокированного бандформирования Руслана Гелаева в селе Комсомольский.
Потери 700-го отряда к 17 марта 2000 года составили 31 человек убитыми и 23 ранеными.
К лету 2000 года отряд занимал позиции в окрестностях н.п. Борзой. К январю 2001 разведгруппы 700-го отряда действовали в районах н.п. Шаро-Аргун и Итум-Кали.
Потери отряда к 6 марта 2001 года составили 34 убитых и 47 раненых.
В сентябре 2001 года группы 700-го отряда действовали в окрестностях н.п. Асланбек. В апреле 2002 года отряд успешно ликвидировал две группы боевиков возле н.п. Ярышмарды.
В 2006 году отряд был выведен из Чечни в пункт постоянной дислокации.
В общей сложности 2-я отдельная бригада специального назначения во второй чеченской войне потеряла убитыми 47 человек.

#### Трагедия 21 февраля 2000 года
В середине февраля 2000 года нескольким разведывательным группам 700-го отряда была поставлена задача по походному охранению выдвигающихся в южную горную часть Чечни мотострелковых подразделений. Группам предстояло провести разведку местности на горных участках прилегающих к дороге связывающей равнинную часть Чечни с Шатойским районом, чтобы исключить возможность организации противником засады на колонну войск.
Спустя 8 суток после пешего марша по горной местности, командиры 3 групп шедших в авангарде, получили по радиосвязи приказ на сбор у села Харсеной. Им следовало объединиться и ожидать подхода подкрепления в виде мотострелкового подразделения. По плану командования мотострелки должны были прибыть к селу Харсеной к 12.00 21 февраля, сменить разведывательные группы 700-го отряда и осуществлять дальнейшее походное охранение колонны. В связи с бездорожьем и снегопадом, подход колонны войск задерживался. Общая численность 3 разведывательных групп составляла 35 человек, из которых 8 были прикомандированными военнослужащими из других воинских частей (сапёры и артиллерийские корректировщики от мотострелковых подразделений). Все 3 разведгруппы были собраны в сводный отряд от 3-й разведывательной роты 329-го отряда.
В ночь с 20 на 21 февраля 3 разведывательные группы, объединились на ночлег поблизости села Харсеной. Местом ночёвки выбрали низину. Состояние уставших бойцов было критическим: ввиду долгого многосуточного перехода по горам, отсутствия спальных мешков и низкой температуры, многих из них имели обморожения и простудные заболевания.
Приблизительно к обеду 21 февраля, по расположившимся в низине разведчикам, с окружающих высот подкравшимися боевиками был открыт плотный огонь из гранатомётов и автоматического оружия. В самом начале боя была уничтожена единственная радиостанция с сохранившими заряд аккумуляторами. В течение 15-20 минут боевикам в ходе неожиданного нападения удалось уничтожить 33 разведчика. После сбора оружия у погибших военнослужащих все раненые военнослужащие были убиты выстрелами в упор. Выжить удалось только 2 военнослужащим, которых боевики приняли за мёртвых. Один из них был тяжело ранен осколком гранаты, а другой получил 3 пулевых ранения и контузию.
Подкрепление мотострелков подошло к месту трагедии только через 3—4 часа.
Причинами трагедии послужило как крайняя утомлённость личного состава, так и грубая ошибка командиров групп не выставивших должное боевое охранение.
Официальная версия событий 21 февраля 2000 года у села Харсеной, озвученная в печатном органе Министерства обороны Российской Федерации, существенно отличается от показаний очевидцев.
В связи с данной трагедией 21 февраля для 2-й отдельной бригады специального назначения был объявлен Днём Памяти.

### Российско-грузинская война
В период с 8 августа 2008 года по 7 марта 2009 года 329-й отряд специального назначения 2-й бригады находился в Южной Осетии. Достоверных сведений об участии в боевых действиях не имеется. В результате наезда БТР на мину 6 октября 2008 года ранения получили 3 военнослужащих отряда.

### Вторжение России на Украину (2022)
Утром 27 февраля 2022 года в ходе российского вторжения в Украину отряд россиян из 2-й бригады спецназа ГУ ГШ прорвался в центр Харькова,  был заблокирован украинскими силами и укрылся в 134-й школе, где произошел бой. Согласно расследованию The Insider, спецназ ГУ ГШ РФ получил приказ «войти в Харьков и объединиться с пророссийски настроенными отрядами местных жителей. Затем, согласно боевой задаче, нужно было захватить здание городского управления СБУ и повесить российский флаг.»
Российские военные в Харькове пророссийских украинских ополченцев не встретили. Отряд РФ заблокировали элементы 92-й бригады ВСУ, спецназ полиции «Корд», отряд «Омега» и бойцы теробороны.
Водитель одного из БТР россиян был взят в плен, остальные укрылись в 134-й школе, где в течение 10 часов ждали подкрепления. Украинцы по захваченной рации предлагали им сдаться и получили отказ. После этого укрывшаяся в школе группа была уничтожена из танка. В школе начался пожар, выбегавшие солдаты РФ были убиты или взяты в плен. Среди убитых были командир группы капитан Александр Жихарев и старший лейтенант Максим Серафимов, которого пропаганда РФ записала в командиры вместо Жихарева и приписала подвиг «уничтожил 30 противников и накрыл своим телом гранату». Всего россияне понесли потери в 20 убитых, пятерых из отряда взяли в плен местные жители. Пленный сержант Максим Веретехин на допросе сказал, что «нам говорили, что будет, как в Крыму».

## Награжденные званием Героя России
9 военнослужащим 2-й отдельной бригады специального назначения, погибшим в ходе Второй чеченской войны, присвоено звание Герой России (посмертно):
 Калинин Александр Анатольевич — капитан, командир группы минирования 700-го отдельного отряда специального назначения. Звание присвоено 24 июня 2000 года.
 Шанцев Сергей Владимирович — прапорщик, заместитель командира разведывательной группы 700-го отдельного отряда специального назначения. Звание присвоено 24 октября 2000 года.
 Самойлов Сергей Вячеславович — старший лейтенант, командир группы 700-го отдельного отряда специального назначения. Звание присвоено 24 июня 2000 года.
 Боченков Михаил Владиславович — капитан, командир группы 700-го отдельного отряда специального назначения. Звание присвоено 24 июня 2000 года.
 Максим Владимирович Серафимов — старший лейтенант, командир группы специального назначения 2-й отдельной бригады специального назначения, Герой Российской Федерации (2022, посмертно). Погиб в ходе российского вторжения в Украину в Харькове в бою у 134-й школы.
 Жихарев, Александр Николаевич — капитан, командир группы специального назначения 2-й отдельной бригады специального назначения, Герой Российской Федерации (2022, посмертно). Погиб в ходе российского вторжения в Украину в Харькове в бою у 134-й школы.
 Соколов Александр Игоревич — ефрейтор, разведчик 2-й отдельной бригады специального назначения, Герой Российской Федерации (2022, посмертно).
 Суханов, Игорь Анатольевич - гвардии лейтенант, командир группы специального назначения 2-й отдельной гвардейской бригады специального назначения, Герой Российской Федерации (2023, посмертно).
 Горбоконенко, Павел Александрович - гвардии майор, заместитель командира 177-го отдельного гвардейского отряда специального назначения по военно-политической работе 2-й отдельной гвардейской бригады специального назначения, Герой Российской Федерации (2023, посмертно).

## Командиры 2-й бригады
Список командиров 2-й бригады:
- 1962—1966 — Гришаков Алексей Николаевич;
- 1966—1974 — Креховский Игорь Викторович;
- 1974—1975 — Жаров Олег Михайлович;
- 1975—1979 — Голоусенко Юрий Яковлевич;
- 1979—1987 — Гвоздь Владимир Андреевич;
- 1987—1989 — Безручко Анатолий Ильич;
- 1989—1997 — Сидоров Геннадий Константинович;
- 1997—2010 — Блажко Анатолий Андреевич;
- 2010—2014 — Шакурин Сергей Михайлович;
- 2014 — н. в. — Бушуев Константин Семёнович[21].